# David Oliveros
Oliveros es un futbolista español. Nació en Igualada, Barcelona el 29 de junio de 1996. Actualmente juega en el Club Lleida Esportiu. Es un gran portero que destaca por su agilidad, que ya demostraba su talento desde sus inicios en el U.D.Sector montserratina de Viladecans

## Biografía
La carrera deportiva de David Oliveros comienza en las canteras del Sector Montserratina, Espanyol ( equipo donde estuvo 9 años) y Real Madrid donde jugó dos temporadas en división de honor juvenil.

Debutó en la UEFA Youth League contra el Galatasaray el 17 de setiembre de 2013, llegando a jugar un total de 9 partidos.

El 20 de julio de 2015 es fichado por tres temporadas por el Girona FC, después de apenas disputar minutos en el primer equipo el 1 de agosto de 2016 es cedido al CE L'Hospitalet.